# Monoplius singularis
Monoplius singularis är en skalbaggsart som först beskrevs av Louis Albert Péringuey 1888.  Monoplius singularis ingår i släktet Monoplius och familjen stumpbaggar. Inga underarter finns listade i Catalogue of Life.